# Arthur Lee
Arthur Taylor Lee (Memphis (Tennessee), 7 maart 1945 – aldaar, 3 augustus 2006) was een Amerikaans zanger die vooral furore maakte als voorman van de psychedelische groep Love.

## Loopbaan
Lee werd geboren als Arthur Porter Taylor. Na scheiding van zijn ouders en adoptie door zijn stiefvader in 1960 werd zijn naam gewijzigd in Arthur Taylor Lee.
Voorafgaand aan Love maakte Lee deel uit van The LAG's (naar het voorbeeld van Booker T. & the M.G.'s) en The American Four en schreef hij liedjes voor andere artiesten. Geïnspireerd door een concert van The Byrds richtte hij samen met onder andere Byrds-roadie Bryan MacLean en Johnny Echols (met wie hij in The LAG's samenwerkte) in 1965 Love op. Love viel op door een unieke psychedelische sound, met invloeden uit de folkrock, R&B, jazz en garagerock. De band maakte vooral naam met de eerste drie albums; Love, Da Capo en Forever Changes en de hit Alone again or.
Nadat de oorspronkelijke band in 1968 uiteenviel ging Lee verder met een aantal nieuwe muzikanten. Nieuw werk van Love sloeg echter minder aan. Lee bleef optreden als Love, maar bracht ook solowerk uit; de albums Vindicator (1972) en Arthur Lee (1981). In de jaren 90 probeerde Lee een comeback te maken met Love, na zich ongeveer tien jaar afzijdig van de muziekwereld te hebben gehouden. Hij bracht in 1992 het album Arthur Lee & Love uit, en ging toeren met een nieuwe groep muzikanten.
Eind 1996 werd Lee echter tot twaalf jaar gevangenisstraf veroordeeld vanwege illegaal wapenbezit. Hij had een buurman met een geweer bedreigd. Vanwege eerdere drugs- en geweldsvergrijpen en de Californische three-strikes-and-you're-out-wet viel de straf extra zwaar uit. In december 2001 kwam Lee weer op vrije voeten, waarna hij met Johnny Echols uit de oorspronkelijke Love-bezetting ging toeren onder de naam Love with Arthur Lee. In augustus 2005 kwam het tot een breuk tussen Echols en Lee.
In april 2006 werd duidelijk dat Lee leed aan Acute myeloïde leukemie, waaraan hij op 3 augustus van dat jaar overleed.
- Bibsys: 5069483
- Biblioteca Nacional de España: XX1769222
- Bibliothèque nationale de France: cb138019220 (data)
- Gemeinsame Normdatei: 13199574X
- International Standard Name Identifier: 0000 0000 5943 3266
- Library of Congress Control Number: n92094491
- MusicBrainz: 4e0a7e0d-bd05-4210-a654-72c4d437fda5
- Nationale Bibliotheek van Tsjechië: js20061208008
- Nederlandse Thesaurus van Auteursnamen: 234620935
- Istituto Centrale per il Catalogo Unico: UBOV538373
- Système universitaire de documentation: 194676463
- Virtual International Authority File: 39560247
- WorldCat: E39PBJdcD8J9hMvYdwmBCw9CcP